# Nikola Vasić
Nikola Karađorđe Vasić (* 4. Oktober 1991 in Göteborg) ist ein schwedischer Fußballspieler. Der Stürmer steht seit Januar 2022 beim IF Brommapojkarna unter Vertrag.

## Sportlicher Werdegang

### Jugend und unterklassige Vereine
Vasić spielte in der Jugend bei Hammarby IF, FOC Farsta und Bagarmossen Kärrtorp BK, wo er seine ersten Schritte im Erwachsenenbereich machte. Für den Fünftligisten erzielte er 17 Tore und machte höherklassig auf sich aufmerksam. Anfang 2013 schloss er sich dem Viertligisten Enskede IK an, fiel jedoch nach einem Beinbruch längerfristig aus und konnte sich letztlich nicht dauerhaft durchsetzen. Während der Klub Ende 2015 in die drittklassige Division 1 aufstieg, wechselte er innerhalb der vierten Liga zu Huddinge IF. Dort erzielte er in 24 Spielen 22 Saisontore, als Tabellendritter der Staffel Södra Svealand verpasste er mit dem Klub jedoch den Sprung in die Drittklassigkeit.
Im Januar 2017 verpflichtete der Drittligist Akropolis IF Vasić, der mit einem Zwei-Jahres-Vertrag ausgestattet wurde. Erst im Lauf der Spielzeit 2017 eroberte er sich einen Stammplatz, erzielte jedoch in 21 Meisterschaftsspielen beim Erreichen des zweiten Platzes der Nordstaffel 14 Tore. In den Aufstiegsspielen zur Superettan verpasste die Mannschaft nach einem 1:1-Heimremis und einem 0:0-Auswärtsunentschieden aufgrund der Auswärtstorregel den Aufstieg in die zweite Spielklasse. Zwar erzielte er in der folgenden Spielzeit 21 Saisontore und wurde damit Torschützenkönig der Nordstaffel, der Klub erreichte jedoch nur den vierten Platz. In der Spielzeit 2019 wurde er mit dem Klub Staffelsieger und war auch in der Zweitligasaison 2020 mit neun Treffern in 18 Spielen als Torschütze erfolgreich.

### Wechsel nach Italien
Im Oktober 2020 nahm die Reggina 1914 Vasić bis Sommer 2023 unter Vertrag. Unter Trainer Domenico Toscano debütierte er Mitte des Monats als Einwechselspieler für Mario Šitum gegen Virtus Entella in der Serie B und kam bis zum folgenden Frühjahr bei acht Zweitligapartien nur zu einem Startelfeinsatz. Im März 2021 wurde er daraufhin zunächst bis Sommer an den schwedischen Zweitligaaufsteiger Vasalunds IF verliehen, später wurde die Vereinbarung verlängert. In der Zweitligasaison 2021 war er mit acht Toren erfolgreichster Torschütze des Klubs, der als Tabellenvorletzter den Klassenerhalt verpasste.

### Rückkehr nach Schweden
Im Januar 2022 löste Vasić seinen Vertrag in Italien auf und unterzeichnete kurze Zeit später eine Vereinbarung mit IF Brommapojkarna, die sich über zwei Jahre erstreckte. Als Teil der Offensivreihe neben Oscar Pettersson (15 Tore) und Marijan Ćosić (10 Tore) war er mit elf Saisontoren maßgeblich am Durchmarsch des Aufsteigers in die Allsvenskan beteiligt. In der Erstliga-Spielzeit 2023 traf er fünfmal als der Klub den Relegationsplatz erreichte. Zum Auftakt der Relegationsspiele fegte der Stockholmer Klub im Hinspiel geradezu über Utsiktens BK hinweg, beim 7:0-Auswärtssieg erzielte er zwei Tore. Durch ein 0:0-Remis im Rückspiel wurde der Klassenerhalt gesichert. Bereits zuvor hatte er im September den Vertrag vorzeitig bis Ende 2024 verlängert. In der folgenden Spielzeit reüssierte er als regelmäßiger Torschütze und traf auch im schwedischen Oberhaus zweistellig, mit 17 Saisontreffern wurde er vor Isaac Kiese Thelin von Malmö FF, Deniz Hümmet von Djurgårdens IF und Ioannis Pittas von AIK Torschützenkönig der schwedischen Meisterschaft.

## Privates
Zu Beginn seiner Karriere arbeitete Vasić hauptberuflich als Elektriker.